# Coendou melanurus
Coendou melanurus är en gnagare i familjen trädpiggsvin som förekommer i nordöstra Sydamerika. Den listas av IUCN som livskraftig (LC).
Arten når en kroppslängd (huvud och bål) av 33 till 43,5 cm och svansen är nästan lika lång. Ovansidan är täckt av taggar och päls. Pälsen bildas främst av långa svarta hår men några hår har gula spetsar. Taggarna är tvåfärgade och den långsmala varianten som hittas hos flera andra släktmedlemmar saknas.
Utbredningsområdet sträcker sig från östra Venezuela över regionen Guyana till nordöstra Brasilien. Coendou melanurus vistas i låglandet som är täckt av regnskogar.
Individerna är aktiva på natten och klättrar främst i trädens kronor. Ett exemplar åt blad.